# Miloš Ćuk
Miloš Ćuk (serbisch-kyrillisch Милош Ћук; * 21. Dezember 1990 in Novi Sad) ist ein serbischer Wasserballspieler. Bei Olympischen Spielen gewann er mit der Nationalmannschaft zwei Goldmedaillen. Bei Weltmeisterschaften erhielt er einmal Gold, einmal Silber und einmal Bronze. Hinzu kamen vier Goldmedaillen bei Europameisterschaften und eine Goldmedaille bei Mittelmeerspielen.

## Sportliche Karriere
Der 1,91 Meter große Miloš Ćuk spielte bis 2014 bei VK Partizan Belgrad und wurde mit diesem Verein dreimal serbischer Meister. Danach war er in Ungarn und Kroatien tätig, bevor er 2020 nach Belgrad zurückkehrte. 2023/24 wurde er mit VK Novi Belgrad serbischer Meister.
2009 belegte Ćuk mit der Studentenauswahl den dritten Platz bei der Universiade in Belgrad. Sein erstes großes internationales Turnier mit der Nationalmannschaft war die Weltmeisterschaft 2011 in Shanghai. Die Serben bezwangen im Halbfinale die ungarische Mannschaft mit 15:14 nach Verlängerung und unterlagen dann im Finale den Italienern mit 7:8 nach Verlängerung. Anfang 2012 bei der Europameisterschaft in Eindhoven besiegten die Serben im Halbfinale die Italiener mit 12:8, im Endspiel schlugen sie die Mannschaft Montenegros mit 9:8. Bei den Olympischen Spielen 2012 gehörte Ćuk nicht zum serbischen Team.
2013 bei der Weltmeisterschaft in Barcelona unterlagen die Serben im Viertelfinale den Montenegrinern mit 8:9, letztlich belegten die Serben den siebten Platz. Miloš Ćuk warf insgesamt fünf Tore im Laufe des Turniers. Im Jahr darauf bei der Europameisterschaft 2014 in Budapest gewannen die Serben im Halbfinale mit 10:9 gegen Montenegro. Im Finale gegen die Ungarn siegten sie mit 12:7. Ćuk erzielte insgesamt zwölf Treffer, davon einen im Finale. Bei der Weltmeisterschaft 2015 in Kasan bezwangen die Serben im Halbfinale die Italiener mit 10:6. Im Endspiel gewannen sie mit 11:4 gegen die Kroaten. Ćuk erzielte ein Tor im Halbfinale und zwei Tore im Finale. Anfang 2016 gewannen die Serben den Titel bei der Europameisterschaft in Belgrad mit einem 10:8 im Finale gegen Montenegro. Beim olympischen Wasserballturnier in Rio de Janeiro belegten die Serben in ihrer Vorrundengruppe nur den vierten Platz. Mit Siegen über Spanien im Viertelfinale und über Italien im Halbfinale erreichten die Serben gleichwohl das Finale und bezwangen dort die kroatische Mannschaft mit 11:7. Ćuk erzielte sechs Turniertore.
2017 bei der Weltmeisterschaft in Budapest gewann das serbische Team die Bronzemedaille mit einem 11:8 über die Griechen, nachdem sie im Halbfinale gegen die Kroaten mit 11:12 verloren hatten. 2018 erkämpfte Serbien bei den Mittelmeerspielen in Tarragona die Goldmedaille vor der griechischen Mannschaft. Einen Monat später siegte Serbien bei der Europameisterschaft in Barcelona nach Fünfmeterschießen im Finale gegen Spanien. Miloš Ćuk warf insgesamt zehn Tore, darunter eins im Endspiel, und er traf den letzten Penalty zum Titelgewinn. Bei der Weltmeisterschaft 2019 belegte die serbische Mannschaft den fünften Platz.
Nach langer Unterbrechung kehrte Miloš Ćuk 2024 für die Olympischen Spiele in Paris zurück in die Nationalmannschaft. In der Vorrunde erreichte die serbische Mannschaft den vierten Platz. Nach Siegen über Griechenland mit 12:11 im Viertelfinale und das US-Team 10:6 im Halbfinale standen die Serben im Finale und trafen auf die Kroaten, die in der Vorrunde ebenfalls Gruppenvierte geworden waren. Serbien siegte im Endspiel mit 13:11 und gewann die dritte olympische Goldmedaille in Folge. Für Ćuk war es die zweite Goldmedaille nach 2016. Er warf im Finale drei Tore.